# Sulcarius medius
Sulcarius medius är en stekelart som beskrevs av Henry Keith Townes, Jr. 1983. Sulcarius medius ingår i släktet Sulcarius och familjen brokparasitsteklar. Inga underarter finns listade i Catalogue of Life.